# Giuseppe Ferlini

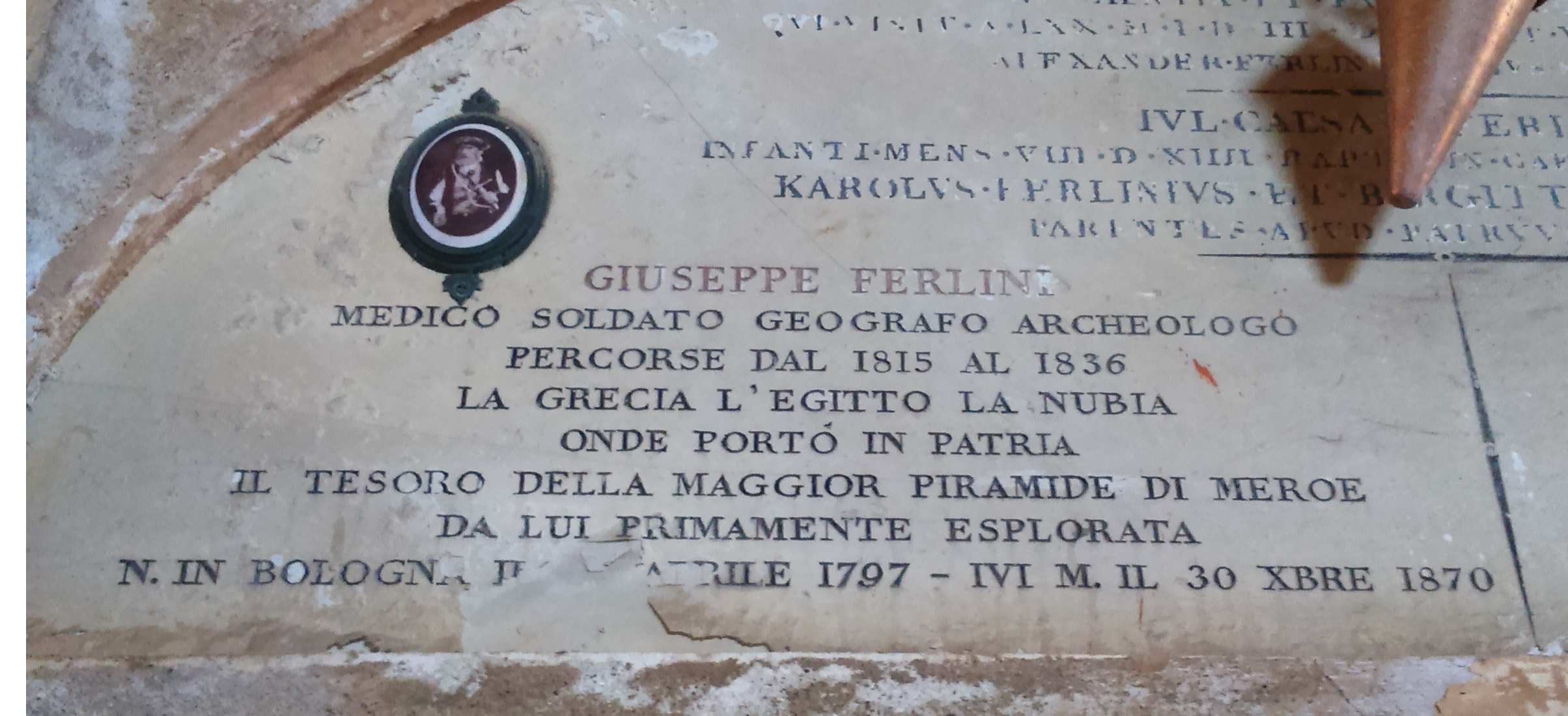
Tomba di Ferlini, Certosa di Bologna

Giuseppe Ferlini (Bologna, 23 aprile 1797 – Bologna, 30 dicembre 1870) è stato un medico italiano poi divenuto esploratore, cacciatore di tesori e saccheggiatore di tombe, ricordato per aver razziato e distrutto le piramidi di Meroe.

## Biografia
Nato a Bologna, nel 1815 viaggiò in Grecia e in seguito raggiunse l'Egitto dove entrò nell'esercito egiziano durante la conquista del Sudan. Nel 1830 divenne chirurgo maggiore. Durante il periodo che passò nell'esercito soggiornò a Sennar e poi a Khartum dove conobbe il mercante albanese Antonio Stefani. In seguito decise di disertare e dedicarsi alla caccia di tesori, "risoluto di tornare in patria o senza un penny o carico di inauditi tesori". Insieme a Stefani, Ferlini organizzò una spedizione che partì per Meroe il 10 agosto 1834.
Dopo aver chiesto e ottenuto dal governatore del Sudan Ali Kurshid Pasha il permesso di scavare a Meroe e spronato da leggende locali che favoleggiavano di 40 ardeb d'oro, iniziò a razziare e demolire – anche con l'esplosivo – molte piramidi che erano state trovate "in buone condizioni" da Frédéric Cailliaud solo pochi anni prima. A Wad ban Naqa spianò la piramide N6 della kandake Amanishakheto partendo dalla punta e trovò un tesoro di dozzine di pezzi d'oro e d'argento. Complessivamente fu responsabile della distruzione di più di 40 piramidi.

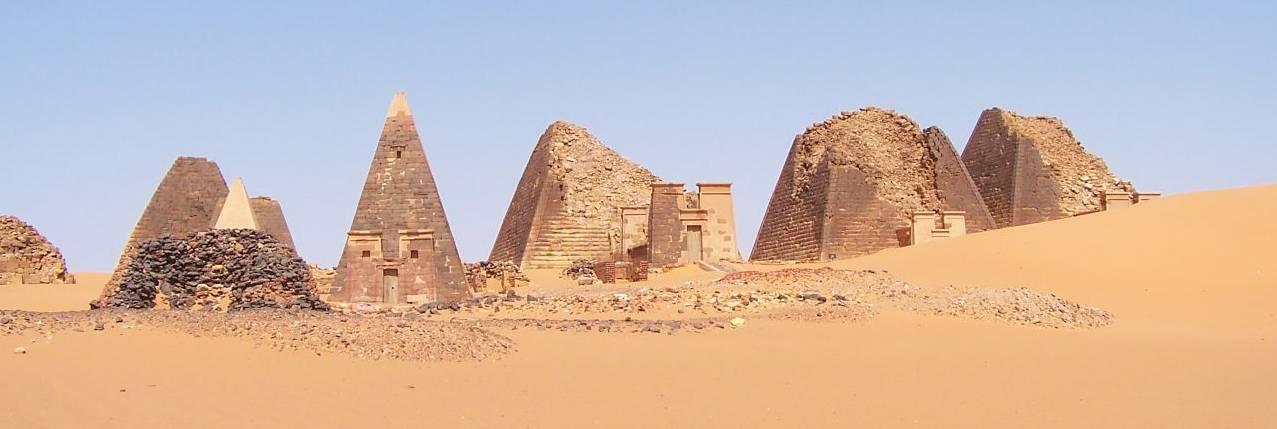
Piramidi distrutte da Ferlini con l'impiego di esplosivi nel 1834.

Avendo trovato il tesoro che cercava, nel 1836 Ferlini tornò a casa. Un anno dopo scrisse il resoconto della spedizione con il catalogo dei ritrovamenti, che fu tradotto in francese e ripubblicato nel 1838. Cercò di vendere il tesoro, ma nessuno all'epoca era disposto a credere che una popolazione dell'Africa subsahariana potesse aver creato della gioielleria tanto raffinata. Il tesoro fu infine venduto in Germania: una parte fu acquistata da Ludovico I di Baviera ed è ora in esposizione nello Staatliches Museum Ägyptischer Kunst di Monaco, mentre il resto – su suggerimento di Karl Richard Lepsius e di Christian Karl Josias von Bunsen – fu comprato dal Museo Egizio di Berlino, dove ancora si trova.
Ferlini morì a Bologna il 30 dicembre 1870 e fu seppellito al loculo n.138 nella Sala delle Tombe del Cimitero monumentale della Certosa.